# Pijany mistrz
Pijany mistrz (chiń. 醉拳 Jui kuen) – hongkoński film komediowy sztuk walki z 1978 roku, w reżyserii Woo-ping Yuena.
Film zarobił 6 763 793 dolarów hongkońskich w Hongkongu.

## Fabuła
Schyłek XIX wieku. Wong Fei-hung to niesforny i krnąbrny młodzieniec, który ciągle wpada w tarapaty. Najpierw wdaje się w bójkę z pomocnikiem jego ojca-mistrza wschodnich sztuk walki, a potem natarczywie zaleca się do przypadkowej kobiety, żeby zrobić wrażenie na znajomych. Dostaje jednak solidną nauczkę od jej starszej opiekunki. Następnie dokonuje brutalnego pobicia chuligana po tym, jak ten zaatakował biednego człowieka. Po powrocie do domu dowiaduje się, że napotkane wcześniej kobiety to jego ciotka i kuzynka, które przyjechały w odwiedziny, a których on nie poznał. Jakby tego było mało, pobity przez niego chuligan okazuje się synem wpływowego pana Li.
W końcu Kei Ying, jego ojciec postanawia ukarać syna za naganne zachowanie i wysyła na nauki do surowego mistrza wschodnich sztuk walki, Chi Su-hua. Jego przyjaciel ostrzega, że Chi Su-hua doprowadza swych studentów do kalectwa. Fei-hung, żeby uniknąć kary, ucieka z domu. Bez grosza przy duszy zatrzymuje się w restauracji, gdzie próbuje naciągnąć na darmowe jedzenie jednego z gości. Kiedy odkrywa, że jest on jej właścicielem, usiłuje uciec, ale na drodze stają mu pracownicy lokalu. Do walki przyłącza się stary pijak, który pomaga mu w ucieczce. Okazuje się, że to Chi Su-hua, czyli pijany mistrz.
Siłą zmusza Fei-hunga do swojego rygorystycznego programu treningowego, ale chłopak znów ucieka i przypadkowo wpada na płatnego zabójcę, Yan Ti-Sana, który słynie ze swojego zabójczego kopnięcia. Fei-hung prowokuje go do walki, ale zostaje mocno pobity i bardzo upokorzony. Po tym wydarzeniu postanawia wrócić i dokończyć szkolenie u pijanego mistrza. Fei-hung i Su-hua podczas zakupów w pobliskim miasteczku trafiają na oszusta zwącego się Twardogłowym. Fei-hung testuje w praktyce swe nabyte umiejętności i wygrywa walkę z Twardogłowym. Gdy Fei-hung idzie kupić wino, mściwy Twardogłowy dociera do Shu-huy wraz z specjalizującym się w walce z kijem Królem Bambusa. Shu-hua przegrywa walkę, gdyż musi być wiecznie pijany, a Fei-hung pieniądze przeznaczone na wino wydał na własne przyjemności.
Fei-hung zarzuca nauczycielowi, że wciąż uczy go jedynie podstaw. Su-hua wyjaśnia mu, że bez nich nie opanuje sekretnego systemu walki ośmiu pijanych bogów. Style przypominają ruchy chwiejnego pijaka, przez co usypia czujność przeciwników. Uważa, że Fei-hung w końcu jest gotowy i właściwy trening. Chłopak poznaje tylko siedem z nich, gdyż uznaje, że styl bogini Ho jest zbyt kobiecy. Fei-hung natrafia na Króla Bambusa organizującego wesele i żąda rewanżu. Po pokonaniu Króla Bambusa Fei-hung wraca z weselnym winem do Su-huy, ale dowiaduje że jego mistrz odszedł. Ten wyjaśnia w liście pożegnalnym, że chłopak po rocznym treningu jest gotów i da radę bez niego. Przestrzega, żeby stylu pijanego mistrza używał w ostateczności.
Tymczasem Kei Ying sprzeciwia się kupnu cmentarza przez pana Li chcącego kupić ziemię ze względu na cenne złoża węgla. Yan Ti-san otrzymuje od pana Li zlecenie zabicia Kei Yinga. Między mężczyznami dochodzi do walki, w wyniku której ojciec chłopaka zostaje ranny. W ostatniej chwili przybywa Fei-hung ze swoim mistrzem i kontynuuje walkę z Yanem, wykorzystując nowo nabyte umiejętności. Kiedy jednak Yan używa swojej tajnej techniki, Fei-hung wyznaje, że nie opanował ostatniego stylu. Su-hua mówi mu więc, żeby połączył wszystkie siedem styli i stworzył własny. Dzięki temu pokonuje Yana i zostaje nowym pijanym mistrzem.

## Obsada
- Jackie Chan – Wong Fei-hung
- Tang Wing-Hung – Wong Fei-hung (głos)
- Yuen Siu-tien – Chi Su-hua
- Hwang Jang-lee – Yan Ti-san
- Lam Kau – Wong Kei Ying
- Chiang Kam – Da Kuai Dai
- Dean Shek – profesor Ko-choi
- Fung Ging-man – pan Li
- Hsu Hsia – Król Bambusa
- San Kuai – Twardogłowy
- Linda Lin – ciotka Fei-hunga
- Tong Ching – kuzynka Fei-hunga
- Tino Wong – syn pana Li
- Yuen Shun-yee – Chen Ko-Wai
- Wang Han-chen – właściciel restauracji
- Lam Tit-ching – syn właściciela restauracji
- Wong Chi-ming – kelner z krzywymi zębami
- Lee Chun-wa – muskularny kelner
- Tam Bo – kelner #1
- Law Keung – kelner #2

## Tło historyczne
Filmowy protagonista Wong Fei-hung żył pod koniec dynastii Qing i był chińskim rewolucjonistą, artystą oraz lekarzem praktykującym tradycyjną chińską medycynę. Stał się ludowym bohaterem i tematem kilku hongkońskich programów telewizyjnych i filmowych. W filmie pojawia się też inny bohater z chińskiego folkloru, Chi Su-hua, który był jednym z Dziesięciu Tygrysów Kantonu. Jego postać często jest łączona z Wong Fei-hungiem albo jego stryjem.

## Odniesienia w kulturze popularnej
- Pijany mistrz obok Wejścia smoka i Wędrówki na Zachód był jedną z inspiracji do stworzenia mangi Dragon Balla[5]. Jej twórca Akira Toriyama uważa za film swój ulubiony z Jackiem Chana i przyznał, że gdyby nie ujrzał go, nie wpadł na pomysł wymyślenia Dragon Balla[6].
- Lei Wulong z japońskiej serii gier komputerowych Tekken oparty na Jackiem Chanem używa stylu pijanego mistrza[7].
- Scena pijackiej walki w pubie z amerykańskiego filmu To już jest koniec (2013) była inspirowana walkami z filmu[8].
- Jamajscy muzycy Sly Dunbar, Robbie Shakespeare i The Revolutionaries w 1981 roku nagrali piosenkę reggae pt. „Drunken Master”, prezentowaną w albumie Sly and Robbie Present Taxi[9].